# A Bad Girl in Harlem
A Bad Girl in Harlem — другий студійний альбом данського рок-гурту New Politics, який вийшов 21 травня 2013 року під лейблом RCA Records. До альбому входять два сингли «Harlem» та «Tonight You're Perfect». Сингл «Harlem» є одним з найвідоміших треків гурту. Він був використаний в рекламних роликах Taco Bell та Windows 8, у трейлерах до мультфільму «Крижане серце» та комп'ютерних ігор («NHL 14» і «Guitar Hero Live»).

## Список треків
Всі композиції були написані Девідом Бойдом, Сореном Гансеном та Луїсом Веккьо.
| #     | Назва                    | Тривалість |
| ----- | ------------------------ | ---------- |
| 1.    | «Tonight You're Perfect» | 3:22       |
| 2.    | «Harlem»                 | 2:43       |
| 3.    | «Berlin»                 | 3:11       |
| 4.    | «Stuck On You»           | 3:42       |
| 5.    | «Give Me Hope»           | 2:48       |
| 6.    | «Die Together»           | 3:57       |
| 7.    | «Goodbye Copenhagen»     | 3:22       |
| 8.    | «Overcome»               | 3:35       |
| 9.    | «Just Like Me»           | 2:36       |
| 10.   | «Fall Into These Arms»   | 3:44       |
| 33:00 |                          |            |